# Zwitserse Bondsraadsverkiezingen 1870
De Zwitserse Bondsraadsverkiezingen van 1870 vonden plaats op 1 februari 1870, volgend op het overlijden van zittend Bondsraadslid en verkozen bondspresident Victor Ruffy op 29 december 1869.
Paul Cérésole werd als nieuw lid van de Bondsraad verkozen. Gezien door het overlijden van Ruffy het ambt van bondspresident vacant was, vonden ook verkiezingen plaats voor de functies van bondspresident en vicebondspresident. Jakob Dubs werd verkozen tot bondspresident van Zwitserland en Karl Schenk tot vicebondspresident voor het verdere verloop van 1870.

## Verloop van de verkiezingen
Bondsraadslid Victor Ruffy, die overigens was verkozen tot bondspresident voor 1870, overleed op 29 december 1869. 
Op 1 februari 1870 kwam de Bondsvergadering samen om een opvolger voor Ruffy te benoemen. Paul Cérésole, net zoals Ruffy afkomstig uit het kanton Vaud, op dat moment lid van de Nationale Raad, werd na twee stemrondes verkozen als Bondsraadslid met 83 op 155 geldige stemmen.

## Resultaten
| Kandidaten                | Kandidaten                | 2e ronde |
| ------------------------- | ------------------------- | -------- |
|                           | Paul Cérésole             | 83       |
|                           | Eugène Borel              | 66       |
| Andere                    | Andere                    | 6        |
| Uitgedeelde stembiljetten | Uitgedeelde stembiljetten | 157      |
| Ingevulde stembiljetten   | Ingevulde stembiljetten   | 155      |
| Blancostemmen             | Blancostemmen             | 0        |
| Ongeldige stemmen         | Ongeldige stemmen         | 0        |
| Geldige stemmen           | Geldige stemmen           | 155      |
| Absolute meerderheid      | Absolute meerderheid      | 78       |